# Urdinarrain
Urdinarrain è una città dell'Argentina nella Provincia di Entre Ríos posta a 240 km a sud-est della capitale provinciale Paraná e 40 km a ovest di Gualeguaychú. Secondo il censimento del 2001 conta 7.992 abitanti.
Il piccolo insediamento originale crebbe di popolazione, principalmente immigrati europei, a seguito dell'arrivo della linea ferroviaria avvenuto il 23 settembre 1890. Fu dichiarato comune di prima categoria il 21 agosto 1942. L'attuale nome della città è un omaggio al generale Manuel Antonio Urdinarrain (1801-1868), che combatté al fianco dei caudillos locali Francisco Ramírez e Justo José de Urquiza.